# Jennie
Kim Jennie (en hangul, 김제니; en hanja, 金珍妮; romanización revisada, Gim Jeni; McCune-Reischauer, Kim Jeni; Seongnam, Gyeonggi, 16 de enero de 1996), conocida simplemente como Jennie, es una cantante y bailarina surcoreana. Nacida y criada en Corea del Sur, Jennie estudió en Nueva Zelanda durante cinco años antes de regresar a su país natal en 2010. Hizo su debut como miembro del grupo femenino surcoreano Blackpink, formado por YG Entertainment, en agosto de 2016. En 2023, incursionó en la actuación bajo el nombre artístico de Jennie Ruby Jane en la serie de televisión de HBO, The Idol.
En noviembre de 2018, Jennie realizó su debut como solista con el sencillo «Solo», el cual encabezó la Gaon Digital Chart de Corea del Sur y el Billboard World Digital Songs. Su vídeo musical fue el primero de una solista de K-pop en superar los mil millones de visitas en YouTube. Su sencillo «You & Me» (2023) alcanzó el número uno en el Billboard Global Excl. Además, «One of the Girls» (2023) también entró en el top diez del Billboard Global 200. En noviembre de 2023, Jennie estableció su propio sello discográfico llamado Odd Atelier.
Jennie ha sido honrada con numerosos premios a lo largo de su carrera, incluidos un Gaon Chart Music Award y un Golden Disc Award. Es la personalidad coreana más seguida en Instagram y su canal de YouTube fue anteriormente el más rápido de la historia en superar el millón de suscriptores. Desempeña el papel de embajadora mundial de la reconocida marca Chanel.

## Primeros años
La cantante nació el 16 de enero de 1996 en Cheongdam, Seúl, Corea del Sur. Su padre es dueño de un hospital y su madre es accionista de la compañía CJ E&M. Cuando tenía ocho años, se fue de viaje con su familia a Australia y Nueva Zelanda. Cuando su madre le preguntó si le gustaba Nueva Zelanda y quería quedarse, Jennie respondió «sí». Un año después, la enviaron a estudiar a la Escuela Intermedia Waikowhai en Auckland y vivió con una familia de acogida. En 2006, apareció en el documental English, Must Change to Survive de la cadena televisiva MBC, donde compartió su experiencia hablando el idioma y su estadía en Nueva Zelanda.
Durante su estancia en el país extranjero, Jennie desarrolló un interés por el K-pop, centrándose especialmente en los artistas de YG Entertainment. Especializada en el hip hop y R&B, YG Entertainment se destaca por tener un sonido más occidental en comparación con las otras dos compañías más grandes de Corea del Sur. A Jennie le atraía la imagen «oscura» de la empresa, lo que la motivó a querer formar parte de la agencia. Durante su audición para la compañía, Jennie optó por interpretar «Take A Bow» de Rihanna, una elección que resultó exitosa y le permitió unirse al sello como aprendiz. Durante seis años, se dedicó a entrenar en la discográfica, perfeccionando sus habilidades y preparándose para su debut. Al principio, Jennie audicionó como vocalista, pero la compañía consideró que debería desempeñarse como rapera, ya que en ese momento era la única aprendiz que dominaba el inglés, y la mayoría de las canciones que interpretaba incluían partes de rap.
Jennie tuvo que enfrentarse a los deseos de su madre, quien inicialmente tenía la intención de enviarla a los Estados Unidos para que estudiara derecho o realizara una maestría. Tras compartir su ambición de convertirse en artista, Jennie recibió un sólido respaldo por parte de su familia. Al regresar a Corea del Sur, comenzó a asistir a Chungdam High School.

## Carrera

### 2010-2016: Inicio de carrera y debut con Blackpink
En 2010, Yang Hyun-suk, fundador de YG Entertainment, anunció que estaban preparando el debut de un nuevo grupo de chicas. Jennie fue una de las candidatas para formar parte del grupo. Sin embargo, debido a retrasos y cambios, el debut del grupo se pospuso.
El 10 de abril de 2012, Jennie fue presentada al público a través de una foto titulada «¿Quién es esa chica?», compartida en las redes sociales oficiales de YG Entertainment. Su imagen despertó el interés de los internautas, convirtiéndose rápidamente en el tema más buscado en Internet con el nombre de «Chica misteriosa». El 30 de agosto, YG Entertainment lanzó un vídeo en YouTube a través de su blog titulado «YG Trainee - Jennie Kim», donde interpretaba la canción «Strange Clouds» de B.o.B con Lil Wayne. El 1 de septiembre, tuvo su primera aparición pública como actriz principal en el vídeo musical de G-Dragon «That XX», incluido en su EP, One of a Kind. El 21 de enero de 2013, se publicó otro vídeo titulado «Jennie Kim - YG New Artist», donde presentaba un cover de la canción «Lotus Flower Bomb» del rapero Wale. En marzo, Lee Hi presentó a Jennie en su canción «Special» de su álbum debut First Love, mientras que en agosto interpretó junto a Seungri la pista «GG Be» para su miniálbum Let's Talk About Love. En septiembre, apareció en la pista del lado B de G-Dragon «Black», donde grabó su hook en menos de cinco días antes del lanzamiento del álbum, Coup d'etat. El 8 de septiembre, hizo su primera aparición en escena junto a G-Dragon en el programa televisivo Inkigayo del canal SBS.
Las integrantes del nuevo grupo fueron anunciadas el 29 de junio de 2016, con Jennie siendo una de ellas. Desde los preparativos de su debut, las miembros del grupo tuvieron que someterse a exámenes de canto y baile, tanto individualmente como en equipo, al final de cada mes. Jennie hizo su debut como integrante de Blackpink el 8 de agosto con el álbum sencillo Square One y los sencillos «Boombayah» y «Whistle». Según su compañera de grupo Jisoo, Jennie asumió una gran responsabilidad en las tareas generales y en varias decisiones del grupo durante sus primeros días. Jennie recordó su experiencia de seis años como aprendiz a través de V Live, mencionando que cada mes se debía realizar una canción grupal, una de baile y una en solitario, donde el CEO, los productores y otros artistas de la compañía observarían y evaluarían su progreso. Además, explicó que cada mes había muchas tareas por completar, desde preparar trajes y canciones hasta hacer el acompañamiento y practicar las coreografías.

### 2017-presente: Debut como solista y creciente popularidad
El 22 de junio de 2017, hizo una aparición como jurado invitado en el programa de supervivencia Mixnine, lo que generó controversia dado que apenas había pasado un año desde su debut.
En julio de 2018, hizo una aparición en el programa Running Man junto a Jisoo. Durante el episodio, un vídeo de Jennie llorando después de pasar por una sala de terror con Lee Kwang-soo se volvió viral en Corea del Sur, acumulando más de un millón de visitas en un solo sitio web y un total de más de tres millones de visitas en diversas plataformas, incluyendo VOD y redes sociales. Como resultado de su destacada actuación en Running Man, Jennie fue seleccionada como una de las mejores estrellas de programas de variedades de 2018. Ocupó el primer lugar como la celebridad con más valor de marca en el país surcoreano tras su participación. Debido a la gran atención que obtuvo en el programa, fue invitada una vez más. También fue invitada al programa Village Survival, the Eight de Yoo Jae-suk. El 18 de octubre, YG Entertainment anunció que el grupo estaba en proceso de trabajar en nuevas canciones, junto con la preparación de debuts en solitario para cada uno de sus integrantes. Jennie se convirtió en la primera integrante en debutar como solista, lanzando su primer sencillo titulado «Solo» el 12 de noviembre. El vídeoclip de su canción se convirtió en el más visto por una solista de K-pop en las primeras 24 horas de lanzamiento, superando a «Palette» de IU, y luego se convirtió en la primera y única artista solista coreana en superar las 300 millones de visitas en la plataforma en un lapso de seis meses desde su lanzamiento. El sencillo se ubicó en el primer lugar de las listas de iTunes en 40 países, incluyendo el iTunes Worldwide Songs Chart, también haciendo de ella la primera artista solista de k-pop en alcanzar tal hecho. En Corea del Sur, la canción conquistó el primer lugar en las listas Gaon Digital Chart y Gaon Streaming Chart por dos semanas consecutivas. La canción fue certificada con el Disco de Platino por streaming por la KMCA, y pronto ganó en la categoría como «Canción del año - noviembre» en los 8.º Gaon Chart Music Awards, así como el premio «Digital Bonsang» en los 34.º Golden Disk Awards. En el extranjero, encabezó la lista World Digital Songs de Billboard. El sencillo también apareció en la lista de reproducción del New York Times. Jennie comenzó las promociones de «Solo» interpretando la canción en el programa musical Inkigayo de SBS, el 25 de noviembre. Como promociones adicionales, YG Entertainment lanzó Jennie Solo Diary en YouTube, compartiendo destellos de su viaje durante el período de promoción de su lanzamiento. El 25 de noviembre, Jennie recibió su primera victoria en un programa de música de Corea del Sur como solista.
En abril de 2019, Jennie marcó un hito al convertirse en la primera solista coreana en actuar en Coachella. Su actuación fue destacada entre «las 10 mejores cosas que vimos en Coachella 2019», y la revista estadounidense Billboard la elogió como «alucinante» y «deslumbrante», tanto para los fanáticos como para los oyentes ocasionales.
En 2020, coescribió el sencillo de su grupo titulado «Lovesick Girls», que fue lanzado el 2 de octubre de 2020 como el tercer sencillo del primer álbum de estudio en coreano de Blackpink, The Album.
Durante la gira mundial Born Pink World Tour que comenzó en octubre de 2022, Jennie presentó una nueva canción en solitario llamada «You & Me».

## Arte

### Influencias
Cuando Jennie comenzó a cantar, estudió a artistas como Lauryn Hill y TLC, cuyo trabajo admira y respeta. Jennie citó a Rihanna como su principal influencia y modelo a seguir.
Jennie ha estado leyendo revistas de moda y mirando diferentes estilos de ropa desde que era niña. Su interés por la moda provino de su madre. Jennie dice que la casa de moda francesa Chanel ha sido parte de su vida desde que era joven y aún tiene en su memoria el recuerdo de niñez de una etiqueta firmada por Gabrielle Chanel. "Recuerdo que cuando era pequeña, revisaba el guardarropa de mi madre y buscaba cualquier ropa Chanel que pudiera encontrar", señaló a revista Elle de Indonesia.

### Diseño y producción
Para su debut en solitario, estuvo muy involucrada en la producción de los atuendos, el concepto y la coreografía. Jennie armó más de 20 atuendos para su vídeo musical. Recordó en una entrevista con Billboard que durante el proceso había pensado en la forma en que cada atuendo acompañaría la canción y en lo que podría hacer de manera diferente, ayudándola a aprender muchas formas diferentes de acercarse a la moda. Su profesor de canto Shin Yoo-Mi, quien había trabajado con Blackpink durante seis años hasta que debutaron, había entrenado a Jennie durante los preparativos para su debut en solitario. En una entrevista, describió a Jennie como una persona de múltiples talentos, que es buena cantando, rapeando y escribiendo letras.

## Imagen pública

### Publicidad
En mayo de 2018, Blackpink fue elegido para representar a la marca de bebida de fantasía Sprite. La marca planeó contratar solo a Jennie, pero YG Entertainment sugirió poner a disposición todo el grupo. Después de completar su trabajo como embajadora de Sprite, Jennie se convirtió en el nuevo rostro de Sprite en Corea, que anteriormente había sido la cantante Seolhyun del grupo AOA. En septiembre de ese mismo año, Jennie se convirtió en la nueva cara de la marca de cerveza Oriental Brewery.
En 2019, Jennie se convirtió en el rostro de Hera, una marca de belleza de lujo con sede en Seúl, propiedad de Amore Pacific. El primer anuncio de labios de Hera con Jennie, llamado Red Vibe, vio un aumento en las ventas cinco veces mayor que el producto de labios anterior de Hera. Debido a la creciente popularidad, fueron apodados como "barras de labios de Jennie". En 2021, Hera lanzó su línea Rouge Holic en Amazon con Jennie como embajadora global.
KT Corporation, la compañía telefónica más grande de Corea del Sur, reclutó a Jennie como modelo de respaldo junto con Soojoo para el aparato Samsung Galaxy S20 en sus diseños Aura Red y Blue respectivamente, en febrero de 2020. Con fines de mercadotecnia, el producto también se denominó "Jennie Red", de manera similar a la campaña anterior del Samsung Galaxy Note 10 con Kang Daniel como rostro. Este se lanzó exclusivamente para clientes de KT Corporation que residen en Corea del Sur. El 11 de junio de 2020, Lotte Confectionery anunció a Jennie como su patrocinador de marca para su último producto de snacks, Air Baked. Un representante reveló que consideran a Jennie como «de moda» dentro de su grupo demográfico de clientes objetivos, entre las mujeres de entre 20 y 30 años para su último producto.
El 15 de abril de 2020, se anunció que Jennie colaboraría con Gentle Monster, una marca de gafas de lujo de Corea del Sur. La colaboración se tituló Jentle Home y se inspiró en los recuerdos de la infancia de Jennie. Las colecciones fueron diseñadas por ella misma y cuentan con anteojos, gafas de sol, cadenas para gafas y otros elementos.
El 2 de febrero de 2021, se anunció a Jennie como el rostro de Chum Churum, una marca de soju de Lotte Corporation. El 10 de febrero, Lotte Chilsung lanzó el material promocional de Jennie para la marca por primera vez. Dos meses después, en abril de 2021, se anunció que Jennie era la nueva musa de la marca Dashing Diva, empresa especializada en la manicura y el diseño de uñas, posición ocupada anteriormente por la también destacada cantante surcoreana y actriz Suzy. En agosto de 2021, Jennie fue presentada como modelo de la marca surcoreana Ace Bed, compañía de fabricación de camas y muebles, protagonizando un comercial televisivo y campañas de internet a favor de la higiene del sueño y el buen dormir.
En febrero de 2022, Jennie fue seleccionada como la primera Embajadora Global de Calvin Klein en Asia y participó en la campaña global Spring/Summer 2022 All Together Collection, donde comparte créditos junto a otros modelos de la marca como Solange Knowles, Dominic Fike, Arlo Parks, Vince Staples, Burna Boy y Deb Never. Ese mismo mes, Jennie realizó su segunda colaboración junto a la marca Gentle Monster, con la campaña Jentle Garden, consistente en una nueva colección de 24 lentes exclusivos, y que incluyó además un videojuego para teléfonos celulares.
El 12 de octubre de 2022, el fabricante de automóviles Porsche presentó junto a Jennie un diseño especial de vehículo basado en el modelo Taycan 4S Cross Turismo, denominado «Taycan 4S Cross Turismo by Jennie Ruby Jane», un diseño inspirado en el sueño, la idea y el estilo de vida de Jennie. El auto es el resultado del programa Sonderwunsch de Porsche Exclusive Manufaktur, donde la misma Jennie creó algunos detalles personalizados para el automóvil, como un logotipo «Jennie Ruby Jane» y su apodo «NiNi», en un vehículo pintado en negro metalizado. «Ella tenía imágenes muy específicas del Porsche de sus sueños. En consecuencia, la colaboración fue intensa e inspiradora», declaró Alexander Fabig, vicepresidente de Individualización y Clásicos de Porsche.

### Moda

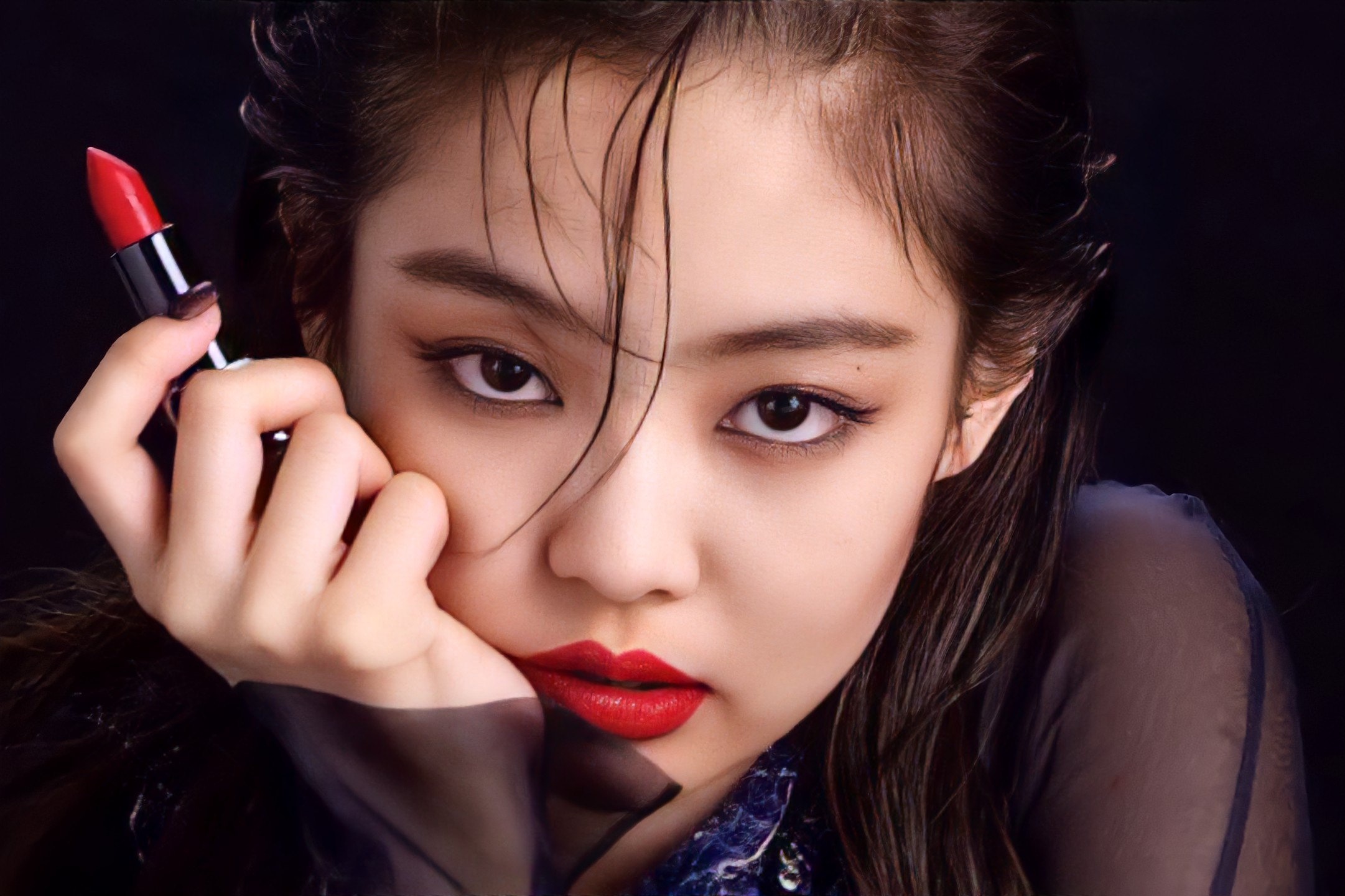
Jennie para la revista Marie Claire Korea en octubre de 2018.

Los medios de comunicación de Corea del Sur llaman a Jennie como la integrante del grupo que más está a la moda. A menudo se viste con ropa de marca como Gucci, Lanvin, Chanel y Givenchy, hasta marcas de nicho como Marine Serre y Richard Quinn. Debido a su sentido de la moda, también se la llama la «Female G-Dragon», en alusión al cantante G-Dragon, también referente de moda.
La primera portada de revista de Jennie y una sesión fotográfica en solitario fueron para Dazed Korea con Saint Laurent en abril de 2017. Fue la primera celebridad coreana en modelar para Boucheron Paris, una marca de joyería de lujo de 160 años; se dijo que la atmósfera "elegante" y "lujosa" de Jennie llevó a Boucheron a centrarse más en el marketing de imágenes. Su imagen, presentada en la membresía especial de la revista Heren en 2017, fue descrita como "arte que encarna la luz". Desde entonces, Jennie ha aparecido en la portada de numerosas revistas de moda, incluidas Dazed, Harper's Bazaar, Elle, Marie Claire, W, Cosmopolitan y Billboard.
En enero de 2018, Jennie fue elegida como la nueva modelo de Chanel Korea Beauty, realizando su primera sesión fotográfica para la marca con Harper's Bazaar Korea como su nueva musa. Jennie se convirtió en la embajadora de Chanel Korea en junio de ese mismo año, justo un año después de su debut. Un portavoz de Chanel Korea explicó que la lealtad de Jennie a la marca, así como su estilo de moda, está en línea con la imagen de Chanel, ya que buscan apuntar a los jóvenes mileniales de moda, además de los consumidores actuales. Jennie asistió al lanzamiento de la nueva fragancia de Chanel "Les Eaux De Chanel" en Deauville, Francia, ese mismo mes. Conoció y entrevistó al creador de perfumes de Chanel, Olivier Polge, y realizó una sesión fotográfica para su nueva colección de fragancias con la revista Cosmopolitan Korea,  ocasión en la que fue declarada la nueva «Human Chanel», título que anteriormente había sido llevado por Mischa Barton.  En octubre, se convirtió en Embajadora Global de esta casa de moda francesa, uniéndose a su compañero de sello discográfico G-Dragon. Asistió a su primer desfile de moda de Chanel como representante coreana durante la Semana de la Moda de París el 2 de octubre de 2018, sentada en primera fila junto a Pharrell Williams y Pamela Anderson.
Jennie también ha sido invitada a eventos como el Summer 17 Collection Launch Party de Saint Laurent por Anthony Vaccarello, la exhibición Mademoiselle Privé de Chanel y la Comics Collection Launch Party de Prada.
En enero de 2019, apareció en el primer lugar de una lista creada por el portal de noticias estadounidense E! News, citando "Ocho estrellas de la moda asiática que debes observar". En la nota, se destacó el número de atuendos que usó en el vídeo musical de «Solo» y sobre su apodo de "Human Chanel", que la misma explicó: «Creo que la gente me dio el apodo porque ellos gentilmente percibieron la vestimenta que yo utilizo durante las actuaciones en el escenario».
El 19 de febrero de 2021, Jennie se convirtió en una de las editoras de moda de la edición de marzo de Vogue Korea. Según la revista, ha participado en sesiones de fotos como planificadora y decidiendo el concepto, los borradores de cabello y maquillaje, incluido el estilo. En mayo del mismo año, protagonizó la nueva campaña del diseñador Heron Preston para Calvin Klein, mientras que en septiembre volvió a ser parte de una nueva campaña multimedia para la misma marca, esta vez denominada "The Language of Calvin Klein", donde comparte protagonismo junto a nombres como Dominic Fike, Kaia Gerber, Deb Never, Damson Idris, Francesca Scorsese y Moses Sumney.
El 22 de septiembre de 2021, se anunció que Jennie sería el rostro oficial de la campaña "Coco Neige" 2021/22 de Coco Chanel, marca francesa de la cual es embajadora desde 2017, a través de una sesión fotográfica realizada por el dúo fotográfico Inez & Vinoodh, y cuyo lanzamiento oficial se llevó a cabo el 28 de septiembre del mismo año.
El 5 de octubre de 2021, Jennie asistió en calidad de embajadora global de Chanel a la versión 2021 de la Semana de la Moda de París, para estar presente en el desfile de la colección Primavera/Verano 2022 de la marca francesa, en donde compartió con figuras como Kristen Stewart, Lily-Rose Depp, Kristine Froseth y Giveon. En la ocasión se le vio vistiendo un traje rojo de confección tweed bouclé, estilo característico de esa casa de moda.
En agosto de 2022, Jennie protagonizó la nueva campaña de Calvin Klein para la temporada de otoño, siendo protagonista de los conocidos letreros gigantes ubicados en SoHo, Nueva York, y La Cienega de Los Ángeles, y sumándose a una lista de celebridades que forman parte de la campaña, que incluyen a Chloë Sevigny, Mj Rodriguez, Susan Sarandon, Dominic Fike, Yahya Abdul-Mateen II, Lila Moss y Precious Lee. El 1 de mayo de 2023, Jennie asistió por primera vez a la Met Gala en el Museo Metropolitano de Arte de Nueva York, donde lució un look minimalista de Chanel, parte de la colección Ready-to-Wear otoño/invierno 1990/1991. El 10 de mayo, Jennie lanzó su colección de edición limitada en colaboración con Calvin Klein, que toma como referencia los elementos esenciales de su guardarropa informal y su ojo creativo, compuesta de ropa interior y ropa exterior, incluidos bralettes, bodysuits, camisetas, joggers, vestidos, camisas de mezclilla, jeans extragrandes de los años 90, pantalones deportivos y sudaderas. Ese mismo mes, Jennie fue acreditada como consultora creativa de la campaña Calvin Klein Spring 2023: Jennie x Calvin Klein. En julio de 2025, Jennie volvió a ser el rostro de la campaña Otoño-Invierno 2025 de Chanel. La sesión fotográfica, realizada por Craig McDean, estuvo inspirada en la historia de Gabrielle Chanel. 

### Controversias
En 2012, Jennie enfrentó acusaciones de acoso escolar por parte de una persona que afirmaba ser su excompañera de escuela. Según la acusación, Jennie y sus amigos en el extranjero habrían acosado a la persona, lo que supuestamente provocó pensamientos suicidas en la «víctima». Este rumor se considera una de las razones detrás del retraso en el debut del grupo. Sin embargo, se descubrió que el rumor provenía de un rival de YG, aunque su identidad nunca fue revelada. Esta persona difundió las acusaciones a través de un artículo publicado en una página web coreana llamada Pann. Él difamó no solo a Jennie, sino también a varios artistas de YG, incluyendo a Seungri y al propio Yang Hyun-suk, con acusaciones que iban desde accidentes automovilísticos hasta el uso de drogas. Tres años después, YG Entertainment presentó oficialmente una demanda por difamación en su contra, solicitando una compensación de 200 millones de wones, repartiendo la mitad para Yang y la otra mitad para la empresa. El fiscal Shim Woo-jung inicialmente declaró inocente a la persona acusada, pero un año más tarde, el tribunal determinó que sus artículos contenían información falsa y difamatoria. A pesar de esto, la cantidad de compensación solicitada resultó ser excesiva, por lo que finalmente tuvo que pagar 10 millones de wones.
El 14 de octubre de 2017, Media Pen afirmó que Jennie había seducido a su productor, Teddy Park. Esta situación causó un gran revuelo en Corea del Sur, ya que se considera altamente inapropiado, especialmente por la diferencia de edad, ya que Jennie era 17 años menor que él. Sin embargo, al día siguiente, YG Entertainment negó rotundamente estos rumores y tomó medidas legales contra las acusaciones.

## Filantropía y activismo
El 16 de mayo de 2024, Habitat Korea, una organización internacional sin fines de lucro para el bienestar de la vivienda de Corea del Sur, anunció que Jennie donó 100 millones de wones a nombre de su club de fanes, para el proyecto de construcción de la Escuela Alternativa Internacional Rodemnamu en Anseong, provincia de Gyeonggi, escuela que servirá como hogar para que los adolescentes coreanos que se hayan establecido en Corea del Sur vivan y estudien simultáneamente.

## Impacto e influencia

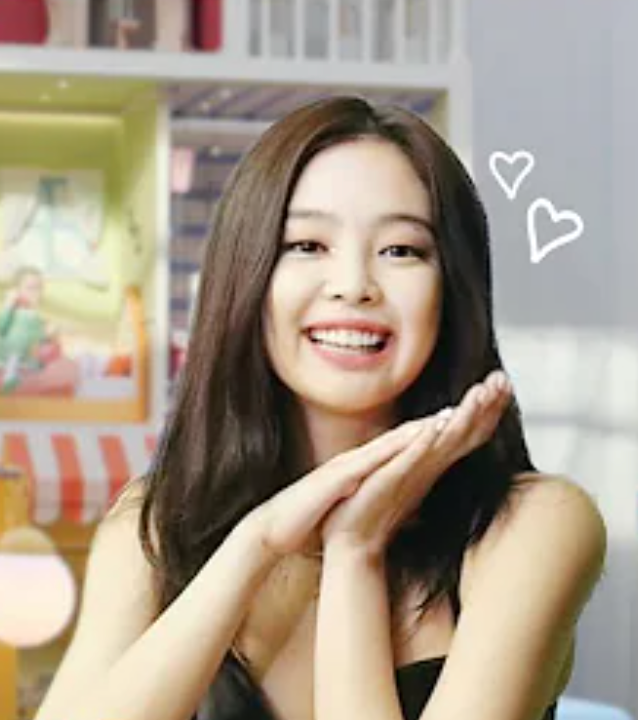
Jennie en una entrevista para Marie Claire Korea en 2020

Como referente de moda, la Casa de Chanel eligió a Jennie como "Embajadora de la Casa" después de observar el efecto dominó que ella provocaba.
Jennie tiene un poder de venta significativo; las fotos en sus redes sociales se convierten en artículos vendibles y los artículos que muestra se convierten en tendencias. Las horquillas para el cabello que Jennie usó en una partición de 5 por 5 durante sus interpretaciones de su sencillo debut «Solo» se convirtieron instantáneamente en una tendencia en Corea del Sur y fueron referidas como "las horquillas de Jennie" debido a su popularidad.
Aunque Jennie se ha destacado por su imagen elegante y fuerte en el escenario, tiene una personalidad cautivadora y un encanto inverso fuera del escenario. Se describe a sí misma como "callada" y "tímida", especialmente cuando está cerca de extraños. "Mi personalidad puede ser lo que la gente piensa sobre mi personalidad, pero quiero ser una buena persona que piense por sí misma", dijo en una entrevista con Harper's Bazaar cuando se le preguntó sobre su personalidad. El productor del programa de televisión Village Survival, the Eight, Jung Chul-Min, durante su participación en el programa, describió a Jennie como "realmente divertida" y dijo: "Contrariamente al carisma que muestra en el escenario, es una persona tímida que tiene encantos infantiles y juveniles. Jennie se siente más cómoda con cada episodio, cada uno de sus aportes es más divertido y lo disfruta aún más".
Ella es conocida por su reconocimiento de marca y su poder de marketing, tras ubicarse en primer lugar en el ranking de Poder de Marca de Miembros de Grupos Femeninos Individuales" del Instituto Coreano de Investigación Empresarial en numerosas ocasiones. En 2018 ocupó el segundo lugar, recibiendo el 12,2% de los votos en la encuesta Most Favourite Idols realizada anualmente por Gallup Korea, que involucró a 1,501 encuestados coreanos de 13 a 29 años. Instagram reconoció a Jennie como la "Cuenta más querida del 2018" en Corea del Sur según la cantidad de visitas y likes recibidos por sus historias y publicaciones de Instagram ese año.
Forbes reconoció que Jennie ha estado "ganando un nuevo punto de apoyo en las tendencias de belleza de Corea" y la citó como una de las razones por las que Blackpink se quedó con el primer lugar de la lista Forbes: Korea Power Celebrity en abril de 2019.
Jennie fue la ídolo de k-pop femenina más buscada de 2019 según el gráfico de mitad de año del motor de búsqueda Google. Ese año, Jennie también fue clasificada como la séptima ídolo femenina más popular del k-pop en una encuesta de soldados que completaban el Servicio militar obligatorio en Corea del Sur.

«Las mujeres pueden ser poderosas si saben que su voz importa y conocen su propio valor. Especialmente en una industria como la mía, tener confianza en lo que creo es muy importante. Cuando somos libres para ser creativas y perseguir lo que queremos, así es como podemos ser poderosas».
Jennie en entrevista para WWD.

El 16 de enero de 2021, Jennie inició su canal oficial de YouTube, coincidiendo con su cumpleaños número 25. Su canal ganó rápidamente 1 millón de suscriptores en menos de siete horas y se convirtió en el canal más rápido en hacerlo en la plataforma. En 24 horas, acumuló más de 1,75 millones de suscriptores y se convirtió en el segundo usuario de YouTube con más suscriptores dentro de ese período de tiempo, después de la cantante brasileña Marília Mendonça.
En septiembre de 2023, la revista estadounidense Women's Wear Daily publicó su lista «50 Women in Power 2023», donde incluyó a Jennie entre las mujeres más poderosas del año que dan forma a la cultura de la moda, compartiendo un lugar junto a nombres como la política Alessandra Biaggi, la modelo Hailey Baldwin, la filántropa venezolana Carmen Busquets, Jennifer Coolidge y Selena Gomez.
El 30 de octubre de 2023, el medio surcoreano JoyNews 24 publicó una investigación donde participaron más de 200 profesionales de la industria del espectáculo de Corea del Sur para elegir a las personas más poderosas de la industria del entretenimiento del año 2023, ubicando a Jennie en el cuarto lugar.
El 22 de noviembre de 2023, Jennie junto a sus compañeras de grupo, fue reconocida por el Rey Carlos III del Reino Unido como Miembro Honoraria de la Orden del Imperio Británico (MBE) en una ceremonia en donde también estuvieron presentes el presidente surcoreano, Yoon Suk-yeol y la primera dama, Kim Keon-hee. Jennie recibió la distinción durante una investidura privada en la Sala 1844 del Palacio de Buckingham. Los honores se otorgaron por órdenes del Gobierno del Reino Unido, luego del apoyo que el país recibió de parte de Blackpink durante una campaña para resaltar el cambio climático.

## Vida personal
El 1 de enero de 2019, Dispatch, un portal de noticias de Corea, divulgó una nota en su sitio, informando el noviazgo entre la cantante y Kai, integrante del grupo musical Exo. Dispatch publicó imágenes de Jennie y Kai del 25 de noviembre de 2018, durante una cita en el Parque Haneul en Seúl. Más tarde, las agencias de los dos artistas, YG Entertainment y SM Entertainment, confirmaron que los rumores eran ciertos. El 25 de enero, se anunció que la pareja había terminado para centrarse en sus trabajos.

## Discografía

### Álbumes de estudio
| Título | Detalles | Mejores posiciones | Mejores posiciones | Mejores posiciones | Ventas                       |
| Título | Detalles | COR                | EUA                | NZL                | Ventas                       |
| ------ | --- | ------------------ | ------------------ | ------------------ | ---------------------------- |
| Ruby   | - Lanzamiento: 7 de marzo de 2025 - Discográfica: Odd Atelier, Columbia - Formatos: CD, casete, descarga digital, streaming | 2                  | 7                  | 2                  | - KOR: 595 900 - EUA: 26 500 |

### Álbumes sencillo
| Álbum | Detalles | Mejores posiciones | Mejores posiciones | Mejores posiciones | Mejores posiciones | Ventas        | Certificaciones |
| Álbum | Detalles | COR                | COR Hot            | Oricon             | US World           | Ventas        | Certificaciones |
| ----- | --- | ------------------ | ------------------ | ------------------ | ------------------ | ------------- | --------------- |
| Solo  | - Lanzamiento: 12 de noviembre de 2018 - Discográfica: YG Entertainment, Interscope Records - Formatos: CD, descarga digital | 2                  | —                  | —                  | —                  | - KOR: 97,510 | KMCA: Platino   |

### Sencillos
| Título                                                                                     | Año                    | Mejor posición         | Mejor posición         | Mejor posición         | Mejor posición         | Mejor posición         | Mejor posición         | Mejor posición         | Mejor posición         | Mejor posición         | Ventas                                         | Certificaciones                                                 | Álbum                  |
| Título                                                                                     | Año                    | COR                    | COR Hot                | CAN                    | CHN                    | EUA                    | JAP Hot                | MAL                    | NZL                    | SPR                    | Ventas                                         | Certificaciones                                                 | Álbum                  |
| Como artista principal                                                                     | Como artista principal | Como artista principal | Como artista principal | Como artista principal | Como artista principal | Como artista principal | Como artista principal | Como artista principal | Como artista principal | Como artista principal | Como artista principal                         | Como artista principal                                          | Como artista principal |
| ------------------------------------------------------------------------------------------ | ---------------------- | ---------------------- | ---------------------- | ---------------------- | ---------------------- | ---------------------- | ---------------------- | ---------------------- | ---------------------- | ---------------------- | ---------------------------------------------- | --------------------------------------------------------------- | ---------------------- |
| «Solo»                                                                                     | 2018                   | 1                      | 1                      | 67                     | 11                     | —                      | 22                     | 2                      | —                      | 2                      | - COR: 2,500,000 - CHN: 60,000+ - EUA: 10,000+ | - (cert. KMCA)                                                  | Solo                   |
| «You & Me»                                                                                 | 2023                   | 4                      | 1                      | 71                     | —                      | —                      | 36                     | —                      | —                      | 1                      | - EUA: 4,348                                   | s/c                                                             | Sin álbum              |
| «One of the Girls» (con The Weeknd y Lily-Rose Depp)                                       | 2023                   | —                      | —                      | —                      | —                      | 51                     | —                      | 8                      | 9                      | —                      | - EUA: 1,000+                                  | - (cert. ARIA) - (cert. RMNZ) - (cert. ZPAV) - (cert. IFPI) (S) | The Idol Episode 4 OST |
| «Slow Motion» (con Matt Champion)                                                          | 2024                   | —                      | —                      | —                      | —                      | —                      | —                      | —                      | —                      | —                      |                                                |                                                                 | Mika's Laundry         |
| «Mantra»                                                                                   | 2024                   | 5                      | —                      | —                      | —                      | 98                     | —                      | —                      | 32                     | —                      |                                                |                                                                 | Ruby                   |
| «Love Hangover» (con Dominic Fike)                                                         | 2025                   | 35                     | —                      | —                      | —                      | 96                     | —                      | —                      | —                      | —                      |                                                |                                                                 | Ruby                   |
| «ExtraL» (con Doechii)                                                                     | 2025                   | 42                     | —                      | —                      | —                      | 75                     | —                      | —                      | —                      | —                      |                                                |                                                                 | Ruby                   |
| «Like Jennie»                                                                              | 2025                   | 1                      | —                      | —                      | —                      | 83                     | —                      | —                      | 31                     | —                      |                                                |                                                                 | Ruby                   |
| «Handlebars» (con Dua Lipa)                                                                | 2025                   | 68                     | —                      | —                      | —                      | 80                     | —                      | —                      | —                      | —                      |                                                |                                                                 | Ruby                   |
| Como artista invitada                                                                      |                        |                        |                        |                        |                        |                        |                        |                        |                        |                        |                                                |                                                                 |                        |
| «Spot!» (con Zico)                                                                         | 2024                   | 1                      | —                      | —                      | —                      | —                      | —                      | —                      | —                      | —                      |                                                |                                                                 | Sin álbum              |
| «—» indica que el lanzamiento no se posicionó en la lista o no se lanzó en ese territorio. |                        |                        |                        |                        |                        |                        |                        |                        |                        |                        |                                                |                                                                 |                        |

### Otras canciones en listas
| «Special» (Lee Hi con Jennie)                                                              | 2013 | 21  | 16 | —  | - COR: 206,840   | First Love            |
| «GG Be» (Seungri con Jennie)                                                               | 2013 | 18  | 38 | —  | - COR: 202,446   | Let's Talk About Love |
| «Black» (G-Dragon con Jennie)                                                              | 2013 | 2   | 3  | —  | - COR: 1,009,720 | Coup d'Etat           |
| «Intro: Jane» (con FKJ)                                                                    | 2025 | —   | —  | —  |                  | Ruby                  |
| «Start a War»                                                                              | 2025 | 110 | —  | 12 |                  | Ruby                  |
| «With the IE (Way Up)»                                                                     | 2025 | 118 | —  | —  |                  | Ruby                  |
| «Zen»                                                                                      | 2025 | 82  | —  | 13 |                  | Ruby                  |
| «Damn Right» (con Childish Gambino y Kali Uchis)                                           | 2025 | 146 | —  | —  |                  | Ruby                  |
| «F.T.S.»                                                                                   | 2025 | —   | —  | —  |                  | Ruby                  |
| «Filter»                                                                                   | 2025 | —   | —  | —  |                  | Ruby                  |
| «Seoul City»                                                                               | 2025 | —   | —  | —  |                  | Ruby                  |
| «Starlight»                                                                                | 2025 | —   | —  | —  |                  | Ruby                  |
| «Twin»                                                                                     | 2025 | 124 | —  | —  |                  | Ruby                  |
| «—» indica que el lanzamiento no se posicionó en la lista o no se lanzó en ese territorio. |      |     |    |    |                  |                       |

## Filmografía

### Documentales
| Año  | Título                                      | Cadena/Productora | Notas                                           | Ref.    |
| ---- | ------------------------------------------- | ----------------- | ----------------------------------------------- | ------- |
| 2020 | Coachella: 20 years in the desert           | YouTube Originals | Participación del grupo en Coachella 2019       | [ 178 ] |
| 2020 | Blackpink: Light Up the Sky                 | Netflix           | Detalles de la historia del grupo               | [ 179 ] |
| 2021 | Blackpink: The Movie                        | YG Entertainment  | Película documental sobre la historia del grupo | [ 180 ] |
| 2024 | Blackpink World Tour [Born Pink] in Cinemas | YG Entertainment  | Película documental sobre su gira mundial       | [ 181 ] |

### Series documentales
| Año  | Título                             | Cadena | Notas                                            | Ref.    |
| ---- | ---------------------------------- | ------ | ------------------------------------------------ | ------- |
| 2021 | Legendary Stage Archive K          | SBS    | Serie documental sobre el k-pop. Ep. 1           | [ 182 ] |
| 2021 | Next Entertainment, 2020 Visionary | tvN    | Serie documental sobre los 2020 Visionary. Ep. 5 | [ 183 ] |

### Series
| Año  | Título                    | Cadena  | Rol             | Notas                     | Ref.    |
| ---- | ------------------------- | ------- | --------------- | ------------------------- | ------- |
| 2018 | YG Future Strategy Office | Netflix | Como ella misma | Cameo. Ep. 1 "Family Day" | [ 184 ] |
| 2023 | The Idol                  | HBO     | Dyanne          | P/A                       | [ 185 ] |

### Docu-realities
| Año       | Título                | Cadena  | Episodios | Notas                                                | Ref.    |
| --------- | --------------------- | ------- | --------- | ---------------------------------------------------- | ------- |
| 2018      | Blackpink House       | JTBC    | 12        | Primer reality del grupo                             | [ 186 ] |
| 2018      | Jennie 'Solo' Diary   | V Live  | 5         | Seguimiento a la producción de «Solo»                | [ 187 ] |
| 2019      | Blackpink Diaries     | V Live  | 16        | Seguimiento al World Tour 2018-2020                  | [ 188 ] |
| 2020      | 24/365 with Blackpink | YouTube | 17        | Seguimiento al grupo y preparación de su nuevo disco | [ 189 ] |
| 2022-2023 | Born Pink Memories    | YouTube | 34        | Seguimiento al Born Pink World Tour y promociones    | [ 190 ] |

### Reality Shows
| Año  | Título                      | Cadena | Episodios | Notas                             | Ref.    |
| ---- | --------------------------- | ------ | --------- | --------------------------------- | ------- |
| 2018 | Village Survival, the Eight | SBS    | 6         | Reality de supervivencia. Temp. 1 | [ 191 ] |
| 2024 | Apartment 404               | tvN    | 8         | Reality de variedades             | [ 192 ] |